# ANSI-SPARC архитектура
ANSI-SPARC архитектура, такође под именом Трослојна архитектура, описује основне принципе система базе података.
Архитектура је развијена 1975. године од стране Комитета за планирање стандарда и захтева (Standards Planning and Requirements Committee) SPARC, Америчког националног института за стандарде ANSI.
Три слоја ове архитектуре су:
1. Екстерни ниво, који пружа кориснику (или корисничком програму) индивидуални поглед на податке. Корисник види само оне делове података који су му потребни и за које има приступ.
2. Концепционални, логички ниво описује који подаци се чувају у банци података и који су њихови међусобни односи.
3. Интерни ниво представља физички посматран део банке података. На овом нивоу се описује како се конкретно подаци структурирају и меморишу. Сви подаци се налазе на екстерним меморијским јединицама, нпр. магнетне плоче.